# Vermigelhütte

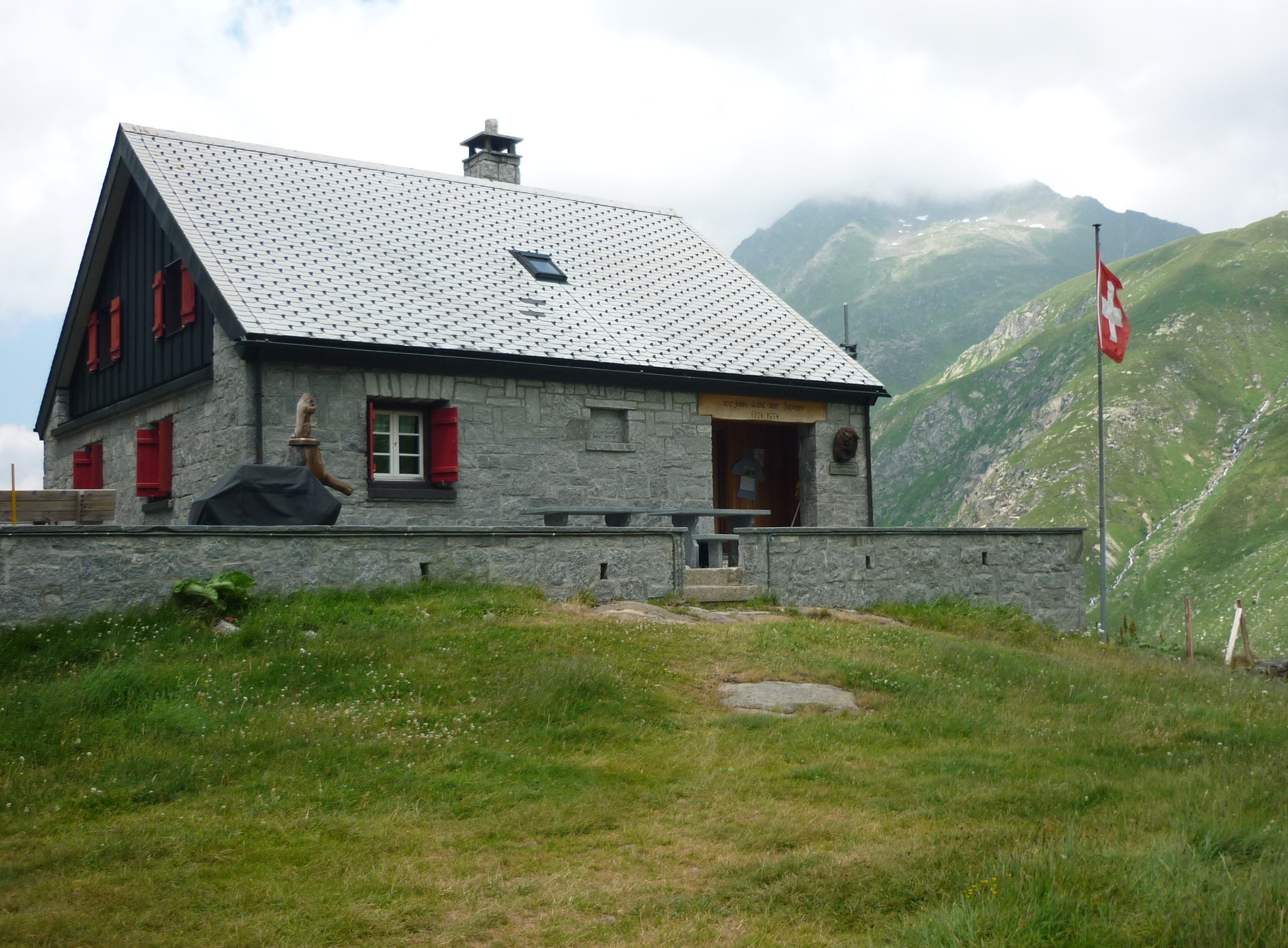
Vermigelhütte von Süden

Die Vermigelhütte ist eine Berghütte der Sektion Zofingen des Schweizer Alpen-Clubs (SAC). Sie liegt im Schweizer Kanton Uri, auf Sunnsbiel zuhinterst im Talboden des Unteralptales auf 2042 m ü. M.
Die Hütte bietet 36 Schlafplätze und ist in der Sommersaison von Anfang Juli bis Ende September, in der Wintersaison von Januar bis Ostern an Wochenenden bewartet.

## Geschichte
Nach dem Zweiten Weltkrieg wurden in den Schweizer Alpen verschiedene Militärunterkünfte nicht mehr benötigt. Eine dieser Bauten lag im Gebiet von Vermigel im Unteralptal, südöstlich von Andermatt, und wurde 1946 der Sektion Zofingen des SAC zur Benützung und Wartung überlassen. Die Sektion stattete die Hütte mit Wolldecken, Geschirr und Brennholz aus und kam so zu einem Stützpunkt für 20 Personen. Diese Unterkunft wurde Vermigelhütte benannt. Die Hütte war an eine Felswand gebaut, bekam wenig Sonnenlicht und lag im Winter ganz unter einer Schneedecke. Vorsorglich wurde jeweils im Herbst eine Schaufel an der Fahnenstange befestigt, damit man den Eingang freischaufeln konnte. Diese Hütte ist heute in Privatbesitz. Der Aufenthalt in dieser Hütte war damals eine feuchte und leicht modrige Angelegenheit. 
Deshalb tauchte schon bald der Wunsch nach einer Hütte an einem sonnigen Standort auf. Dank dem unermüdlichen Einsatz des damaligen Hüttenchefs, Robert Wülser, wurde dieser Traum in den 70er-Jahren des vorigen Jahrhunderts wahr. 1971 wurde als erstes die Wasserversorgung erstellt. 1972 bis 1974 wurde in Fronarbeit und dank vielen Spenden die neue Hütte gebaut. Im Herbst 1974 konnte die neue Vermigelhütte, sie behielt ihren Namen, auf Sunnsbiel eingeweiht werden.

## Zustieg
- ab Andermatt via Unteralptal in ca. 2,5 Std.
- ab Oberalppass via Maighelspass in ca. 4 Std.
- ab Gotthardpass via Sellapass in ca. 5,5 Std.
- ab Gemsstock (2961 m ü. M.) (Luftseilbahn bis Bergstation) in ca. 2,5 – 3 Std. (alpine Route, T4, weiss-blau-weiss markiert)

## Nachbarhütten
- Maighelshütte 2310 m ü. M. (SAC Piz Terri)
- Badushütte 2503 m ü. M. (SAC Manegg),
- Wildenmattenhütte 2286 m ü. M., nicht bewartet, nur mit Vorreservation.

## Touren
- Übergänge bestehen über den Lolenpass (Pass Tagliola) 2399 m ü. M. oder Maighelspass 2421 m ü. M. ins Val Maighels, über den Sellapass 2700 m ü. M. auf den Gotthardpass 2106 m ü. M. und über den Unteralppass (Passo Scengion) 2573 m ü. M. ins Val Canaria im Kanton Tessin. Der Unteralppass ist wenig begangen und weist teilweise nur Wegspuren auf.
- Die Vermigelhütte ist Etappenort der Route 20/21 auf der 40 Verbindungsrouten umfassenden Alpenkranzroute rund um den Kanton Uri.
- Gipfelbesteigungen: Piz Ravetsch 3007 m ü. M., Pizzo Centrale 2999 m ü. M.